# M/S Dellen
M/S Dellen är ett svenskt tidigare ångfartyg, som byggdes 1861 på W. Lindbergs Varvs- och Verkstads AB i Stockholm.
Dellen konstruerades av Kai Agerskov och beställdes av Hudiksvall Steam Sawing Mill Company Limited of London (Engelska bolaget). Hon transporterades sjövägen till Hudiksvall i delar, och därifrån på två järnvägsvagnar till Forsa, där hon återmonterades och sjösattes i Tamms kanal. År 1868 övertogs Dellen av  Hudiksvalls Trävaru AB och användes för person- och lasttransport mellan Forssa och Sunnansjö vid Delsbo.
Åren 1925–1965 användes M/S Dellen av AB Iggesunds bruk som varpbåt på Dellensjöarna. Då installerades ett varpspel som drevs av en egen ångmaskin. Hon användes 1971–1979 för passagerarturer med upp till 50 passagerare. 
M/S Dellen k-märktes 2012.